# Molibdato de prata
Molibdato de prata é um composto inorgânico de fórmula química Ag2MoO4. É amarelo, possui uma estrutura cristalina cúbica e é frequentemente utilizado como aditivo em vidro.